# Ralph Steinman
Ralph Marvin Steinman, kanadski imunolog, celični biolog in akademik, nobelovec, * 14. januar 1943, Montreal, Québec, Kanada, † 30. september 2011, New York, New York, Združene države Amerike.
Odraščal je v mestu Sherbrooke v južnem delu province Québec, kot drugi od štirih otrok v družini trgovca. Po srednji šoli je vpisal študij biologije na McGillovi univerzi v Montrealu, nato pa odšel študirat medicino na Harvard (ZDA). Med študijem je eno leto delal v laboratoriju Elizabeth Hay, pri kateri se je navdušil nad celično biologijo. Naziv doktorja medicine je dobil leta 1968 in po tistem odšel za podoktorskega sodelavca v laboratorij Jamesa Hirscha in Zanvila Cohna na Univerzo Rockefeller v New York. Na Rockefellerjevi univerzi je deloval do konca kariere. Leta 1972 je na tej univerzi postal docent, leta 1976 izredni in leta 1988 še redni profesor.
Kot podoktorski sodelavec pri Hirschu in Cohnu je preučeval vlogo levkocitov v imunskem sistemu. V tem času je njegovo pozornost pritegnil poseben tip celic, ki jih je poimenoval dendritične celice in ugotovil, da so udeležene pri sprožitvi številnih procesov v človeškem imunskem sistemu. Danes vemo, da delujejo te celice kot antigen predstavljajoče celice in predstavljajo povezavo med prirojeno ter prilagojeno imunostjo, udeležene pa so tudi pri številnih klinično pomembnih pojavih, kot so zavračanje vsadkov, odpornost proti tumorjem in avtoimunske bolezni. Odkritje je naletelo na precejšnje nasprotovanje med imunologi in Steinman se je več desetletij trudil dokazati svojo teorijo.
Njegova odkritja so bila naposled sprejeta v znanstveni skupnosti in Steinman je za svoje delo prejel številna priznanja, med njimi leta 2007 Laskerjevo nagrado za temeljne medicinske raziskave. Izvoljen je bil tudi za člana Nacionalne akademije znanosti ZDA. 3. oktobra 2011 je odbor za podeljevanje Nobelovih nagrad oznanil, da je Steinman soprejemnik Nobelove nagrade za fiziologijo ali medicino, poleg Brucea Beutlerja in Julesa Hoffmanna. Šele nekaj ur po razglasitvi so člani odbora izvedeli, da je Steinman umrl tri dni pred tem. Statut Nobelovega sklada določa, da se nagrada ne podeljuje posthumno, vendar je bila kasneje sprejeta odločitev, da bo Steinman kljub temu ostal prejemnik, saj je bil izbran preden so člani odbora izvedeli za njegovo smrt. Tako je prvi v zgodovini podeljevanja Nobelovih nagrad, ki je bil posthumno razglašen za prejemnika.
Z ženo Claudio je živel v Westportu (Connecticut, ZDA), imela sta dve hčerki in sina. V zadnjih letih življenja se je boril z rakom trebušne slinavke, ki so mu ga diagnosticirali štiri leta pred smrtjo. Življenje mu je podaljšala prav terapija na osnovi dendritičnih celic, ki jo je sam pomagal razviti.